# Servizio aereo carabinieri
Il Servizio Aerei carabinieri (SA) è l'organizzazione che si occupa del coordinamento e della operatività dei servizi di supporto aereo alle unità di terra nello svolgimento dei compiti istituzionali.
È composta da un "Ufficio dei servizi aereo e navale", inquadrato nel 2º Reparto dello stato maggiore del Comando generale, con funzioni di direzione, addestramento, ispettorato, logistica e consulenza, da un Raggruppamento aeromobili carabinieri (RAC), basato all'Aeroporto di Pratica di Mare, alle dipendenze della Comando delle unità mobili e specializzate "Palidoro" con compiti di coordinamento operativo e da sedici Nuclei elicotteri che si occupano della fase operativa.

## Storia

### I primi velivoli in convenzione

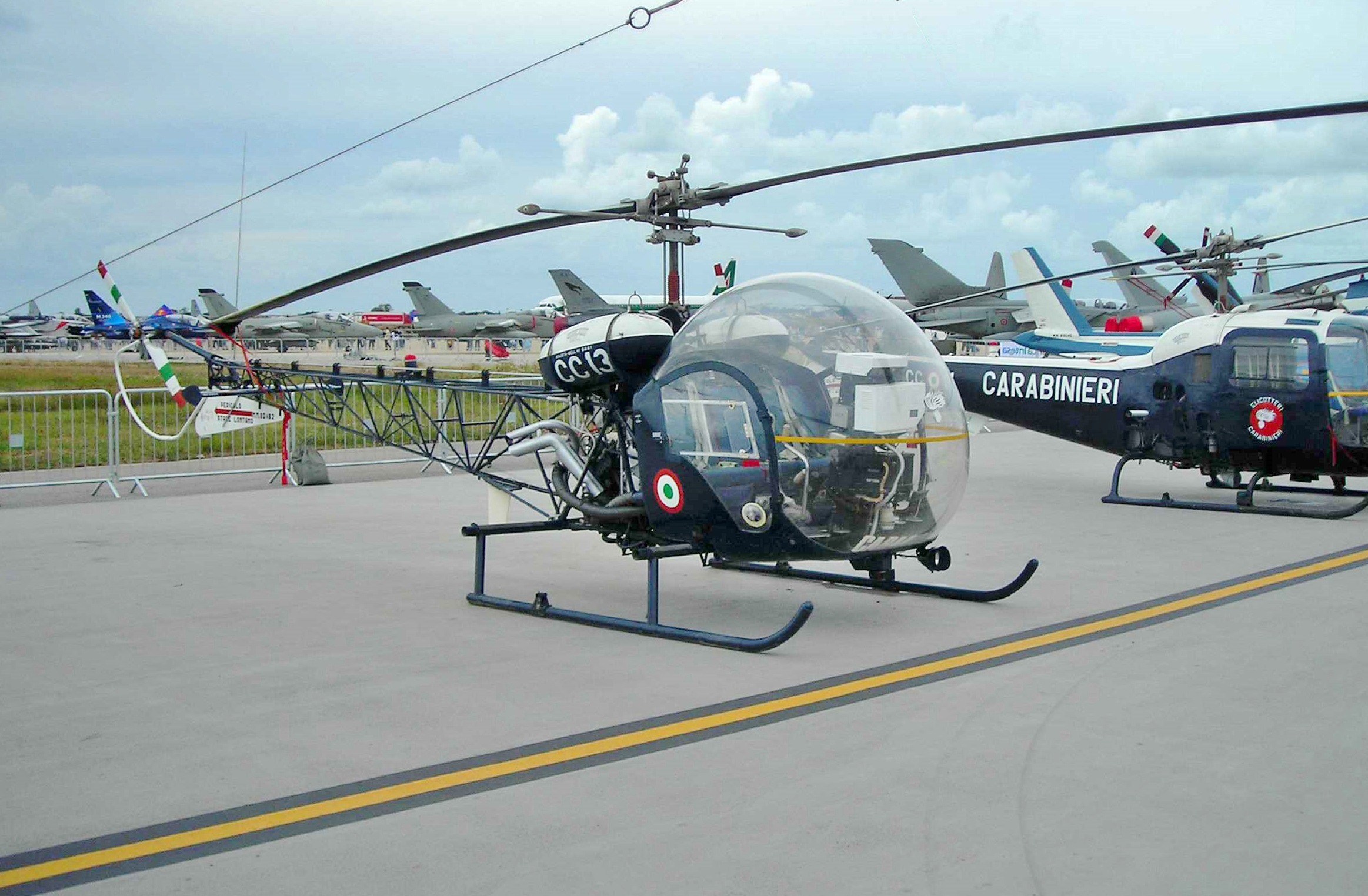
Esemplare di Bell 47 in dotazione all'Arma

Negli anni cinquanta, anche in Italia, cominciò a diffondersi l'impiego da parte delle forze di polizia di un nuovo mezzo di trasporto: l'elicottero. Il Comando generale dell'Arma dei Carabinieri intuì le notevoli possibilità operative offerte dalla nuova macchina, dal controllo dall'alto del territorio al trasferimento veloce del personale.
Fu così che nel 1957 venne stipulata una convenzione con lo stato maggiore dell'Aeronautica Militare che consentisse alla Benemerita di usufruire degli elicotteri della forza aerea nazionale per svolgere i vari compiti istituzionali. Si trattava di tre elicotteri leggeri Agusta-Bell AB-47G-2, a bordo dei quali era presente un ufficiale dei carabinieri, qualificato come "Osservatore dall'aeroplano", il cui compito era quello di mantenere il collegamento radio con le pattuglie a terra.
Queste operazioni dimostrarono subito brillanti risultati nella lotta contro il banditismo e la criminalità organizzata, ma a causa di motivi di bilancio non poté disporre subito di elicotteri propri: in quel periodo il piccolo elicottero della Bell era in fase di consegna presso i reparti dell'Aeronautica Militare, dell'Esercito Italiano e della Guardia di Finanza.
A quell'epoca i carabinieri erano ancora inquadrati nell'Esercito Italiano (infatti essi erano nati come prima Arma del Regio Esercito) e solamente nel maggio del 1960 il Comando generale dell'Arma riuscì ad ordinare 4 Agusta-Bell AB-47J, le cui consegne cominciarono nel mese di dicembre dello stesso anno. Nello stesso periodo le prime aliquote del personale dell'Arma cominciarono a frequentare, a Frosinone, i corsi della "Scuola di volo elicotteri" ed a Caserta quelli della "Scuola specialisti" entrambe dell'Aeronautica Militare, per la necessaria qualificazione alla neonata specialità.

### La 1ª Sezione elicotteri carabinieri
Il 15 maggio 1964 venne istituita a Frosinone, presso la "Scuola di volo elicotteri" dell'Aeronautica Militare, la 1ª Sezione elicotteri carabinieri: con essa nacque il "Servizio aereo" dei carabinieri. Nel 1965 fu trasferita, come "Centro elicotteri carabinieri", a Pratica di Mare e furono istituiti i nuclei elicotteri di Bolzano, Cagliari e Palermo, alle sue dipendenze.
Nel 1963 si era decisp di acquistare diciotto nuovi elicotteri Agusta-Bell AB-204B, aventi prestazioni, raggio d'azione e capacità di carico superiori ai velivoli già in dotazione che però si rivelarono inadatte a soddisfare le esigenze dell'Arma e solamente sei esemplari furono consegnati. Qualche anno dopo furono ceduti all'Aeronautica Militare.

### Potenziamento della linea di volo

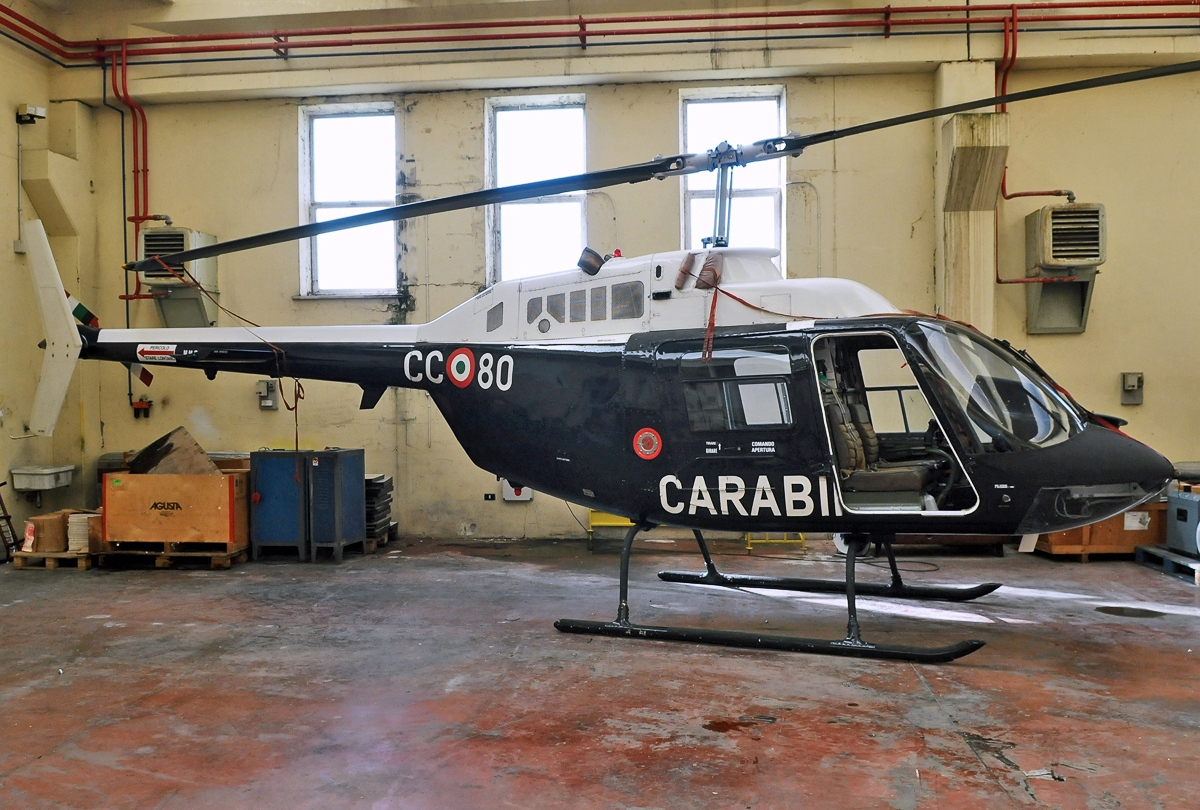
Un Agusta-Bell AB-206 dell'Arma dei Carabinieri esposto nella base di Pratica di Mare

La linea di volo continuava ad essere costituita da elicotteri leggeri, nei modelli Bell 47G2, AB-47G3 e AB-47J, ovvero macchine con motore a pistoni con limitate prestazioni e aeromobilità. La situazione non mutò fino all'inizio degli anni settanta, quando si decise finalmente di acquisire gli Agusta-Bell AB-206 B1 per le missioni di osservazione e gli AB-205 per i compiti di trasporto. I primi furono consegnati a partire dal 1973 e continuano a volare tra le file della Benemerita, mentre i secondi cominciarono ad essere introdotti dal 1971 e sono stati ritirati dal servizio nel corso del 1996.
Con l'arrivo degli AB-205, tutto il parco elicotteri dell'Arma comincia ad adottare la nuova livrea blu e bianca, sostituendo la vecchia mimetica verde e marrone, comune ai mezzi dell'Esercito.
Verso la fine degli anni settanta il Comando generale dell'Arma dei Carabinieri decide di dotarsi di un elicottero medio-leggero bimotore da destinare a compiti di collegamento veloce e sorveglianza, i cui punti di forza fossero l'alta velocità e la silenziosità. Ed è così che a partire dal 1979, il Nucleo elicotteri carabinieri comincia a ricevere l'elicottero italiano AgustaWestland A109N, i cui modelli consegnati risultano così ripartiti: ventisei A109A/A-II dal 1979, tre A109E Power dal 2000 e diciassette A109N Nexus dal 2008.
Nel corso del 1984 iniziano ad arrivare anche i primi esemplari del potente biturbina quadripala Agusta-Bell AB-412. Una scelta dettata dalla necessità di equipaggiare l'Arma con un mezzo moderno, potente e versatile, da destinare ai compiti di trasporto truppe con il quale sostituire gli ormai anziani AB-205. Questi elicotteri multiruolo operano anche in appoggio alle unità speciali, quali il Reggimento carabinieri "Tuscania", gli Squadroni "Cacciatori" e il Gruppo di intervento speciale (G.I.S.).
Nel 1999 Il Centro elicotteri diviene Raggruppamento elicotteri.
A partire dal 2006 un nuovo mezzo di trasporto veste la livrea della Benemerita, si tratta del primo aeromobile ad ala fissa: il Piaggio P.180 Avanti II. Esso viene impiegato per compiti istituzionali di trasporto veloce sia in missioni VIP che in missioni speciali.
Nel 2019 arrivano due nuovi elicotteri AgustaWestland AW139 per sostituire man mano gli ormai obsoleti Agusta-Bell AB-412 assumendo i vari compiti multiruolo che l'Arma dei Carabinieri svolge quotidianamente.

## Reparti dipendenti
- Ufficio dei Servizi Aereo e Navale
- n°1 Raggruppamento aeromobili carabinieri con sede a Pratica di Mare
- n°16 NEC Nuclei Elicotteri dislocati nel territorio nazionale

## Aeromobili in uso
| Aeromobile           | Origine            | Tipo                          | Versione (denominazione locale)    | In servizio | Note | Immagine |
| Aerei da trasporto   |                    |                               |                                    |             | |          |
| Piaggio P180 Avanti  | Italia             | Aereo da trasporto executive  | P-180 Avanti II                    | 2           | 2 P.180, uno dei quali appartenente all'ex Corpo forestale dello Stato. In servizio al giugno 2020, impiegati per il collegamento e il trasporto VIP.                                                                                             |          |
| Elicotteri           |                    |                               |                                    |             | |          |
| AgustaWestland A109N | Italia             | Elicottero multiruolo leggero | A109A/A-II A109E Power A109N Nexus | 26 3 17     | 24 A.109A acquistati tra il 1979 e il 1991. I 3 esemplari della versione A109E Power sono impiegati per il trasporto VIP. Ulteriori 3 A.109 sono stati consegnati dopo l'assorbimento di parte di uomini e mezzi del Corpo Forestale dello Stato. |          |
| Agusta-Bell AB-412   | Stati Uniti Italia | Elicottero da trasporto medio | AB-412 AB-412HP AB-412SP           | 9129        | 34 AB 412 acquistati a partire dal 1984. Ulteriori 5 AB 412 sono stati consegnati dopo l'assorbimento di parte di uomini e mezzi del Corpo Forestale dello Stato.                                                                                 |          |
| AgustaWestland AW119 | Italia             | Elicottero utility            | AW-119Kx                           | 0           | 20 AW-119Kx ordinati il 27 ottobre 2022, con consegne previste tra il 2023 e il 2026. |          |
| AgustaWestland AW139 | Italia             | Elicottero multiruolo medio   | UH-139D                            | 3           | 2 AW139 ordinati nel 2019 e consegnati nella primavera del 2020. |          |
| AgustaWestland AW169 | Italia             | elicottero da osservazione    | AW169M                             | 6           | 6 AW169M (4 più 2 in opzione poi esercitata) ordinati a giugno 2019. L'ultimo dei sei esemplari ordinati è stato consegnato il 18 gennaio 2024.                                                                                                   |          |
| Breda Nardi NH 500   | Stati Uniti Italia | elicottero da osservazione    | NH 500D                            | 10          | 10 NH 500D sono stati consegnati dopo l'assorbimento di parte di uomini e mezzi del Corpo Forestale dello Stato che, originariamente, ricevette 12 tra NH 500C e NH 500D.                                                                         |          |

## Aeromobili ritirati

### Elicotteri
- Agusta-Bell AB-47G-3B1/J-3 - 30 esemplari (1960-?)[7]
- Agusta-Bell AB-204B - 6 esemplari (1963-?)[7]
- Agusta-Bell AB-205A-1 - 8 esemplari (1971-?)[7]
- Agusta-Bell AB-206B-1 - 40 esemplari (1973-?)[7]